# Mikinakwadshiwininiwak
Mikinakwadshiwininiwak (Mikinaakowajiwing, Turtle Mountain Chippewa. Kod Swantona navode se kao Midinakwadshiwininiwak) /Mi'kĭna'kĭwadshĭwĭnĭnĭwŭg =people of the Turtle mountain; današnji ojibwa oblik glasi Mikinaakwajiw-ininiwag)/ jedna od skupina Plains Chippewa Indijanaca u području Turtle Mountaina u Sjevernoj Dakoti. 
Godine 1905. na rezervatu Fort Totten bilo ih je 211 punokrvnih i 1.996 miješanih.
Pleme u suvremeno vrijeme broji oko 30.000 pripadnika, od toga 5.815 živi na rezervatu Turtle Mountain. Jedna skupina Turtle Mountain Chippewa 1890.-tih odlaziu Montanu pod vodstvom poglavice Thomas Little Shell (Ayabiwewidang ili "Sit to Speak"), gdje će postati poznati kao Little Shell Chippewa.
Glavno im je naselje Mikinaakowajiwing (Turtle Mountain).

## Vanjske poveznice
- Chippewa Indian Divisions